# ティン・ホイッスル
ティン・ホイッスル（英: Tin whistle、単にホイッスルの方が一般的。または、ペニー・ホイッスル）は、アイルランド語ではファドーグ (feadóg) またはファドーグ・スターン (feadóg stáin) と呼ぶ。指穴は6つで、フラジオレットやリコーダーの他、多くの音楽で使用される木管楽器と同じフィップル・フルートファミリーに属する。もともとブリキを丸めて付けただけの単純な造りのため値段も安く、演奏も簡単なので広く親しまれている。
現在はブリキや真鍮、プラスチックなど様々な材質で製造されている。

## 歴史
素材、作りなど何を持ってするかで起源が異なるので注意を要する。L.E. McCulloughは現存する最も古いホイッスルは12世紀に遡ると記しているが、「Feadan の奏者についても、3世紀にまで遡るブレオン法典のアイルランド王の記述の中で言及されている」とも記している 。スコットランド博物館に所蔵されているトゥスクルム・ホイッスル（Tusculum whistle）は、全長14 cm、真鍮または青銅製で6つの音孔を持っている楽器であり、14世紀や15世紀の陶器と共に発見された。
ペニー・ホイッスル（penny whistle）という単語は1730年から、ティン・ホイッスルは1825年から使用されているが、20世紀になるまで一般的な単語ではなかったと思われる。その時代のブリキや真鍮の加工は、トラベラーズによって担われており、ホイッスルは子供のおもちゃとして需要があった。また、当時のホイッスル吹きはトラベラーズでもあった。イギリスにおける、スズメッキのホイッスルに関する最初の記録は、1825年に遡る。
最初の工場製のティン・ホイッスルは、ロバート・クラーク（Robert Clarke、? - 1882年）によってマンチェスターおよび、後にニューモストンで製造された。1900年まで、これらは「クラーク・ロンドン・フラジオレット」や「クラーク・フラジオレット」の名称でも販売された。これらのティン・ホイッスルの運指システムは、6つの音孔を持ち、単純なアイリッシュ・フルートと似ている（ベーム式フルートと比較して単純）。6穴の全音階システムは、バロック・フルートやその他の伝統楽器にも使われており、1843年頃にクラークがティン・ホイッスルを製造し始める前にもよく知られていた。クラークによる最初のホイッスル "メグ（the Meg）" はハイAに調律され、後にヴィクトリア朝の音楽に適するようにその他の調のものが作られた。彼の会社はこのティン・ホイッスルを1851年のロンドン万国博覧会に出品した。
19世紀の後半、Barnett SamuelやJoseph Wallisなど、いくつかのフルート製造業者もティン・ホイッスルの販売を行った。それらは円筒型の真鍮製である。多くの古いホイッスルと同様に、これらは鉛製の歌口を使っている。ただし鉛は人体に対して有毒であるため、古いホイッスルを演奏する前には注意を払う必要がある。
真鍮製の筒部分と鉛製の歌口部分からなるこの世代のティン・ホイッスルは、20世紀前半に売り出されてから長年に渡ってデザインが改良されている。最も特筆すべきなのは鉛製の歌口部分をプラスチック製に替えたことである。
ホイッスルはほとんどの場合高音域のものが製造されているが、歴史的には低音域のものも知られている。ボストン美術館に所蔵されているGalpinのコレクションの中に、19世紀の低音ホイッスルの例がある。1960年代の伝統的なアイルランド音楽の復興の際に、Finbar Fureyの要請でBernard Overtonの手によって低音域のホイッスルが再現された。（ロー・ホイッスルを参照。）

## 現代のティン・ホイッスル

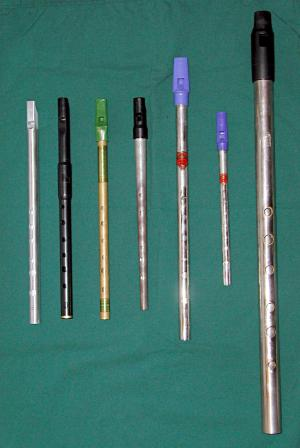
現代のティン・ホイッスル

ティンホイッスルには大きく分けて円筒管タイプのものと円錐管タイプのものの2種類がある。
円筒管タイプのものは高音で多量の息が必要で、高音が低音に比べて非常に強くなるものの、荒々しい野性味あふれる演奏が可能である。円錐管タイプは高音と低音の音量バランスは良いが、パワーが弱い傾向にある。
クラーク社のOriginalなど初期のティンホイッスルは、円錐管に木のブロックを差し込むことで吹き口を形作っていた。20世紀に入り、プラスチックで吹き口を成形し、これを管に接続することで安価（千円程度）に安定した品質のホイッスルが作られるようになった。プラスチック製のフィップル（吹き口のマウスピース）と管からなるもののメーカー（ないしブランド）に、Generation、Feadóg、Oak、Acorn、Soodlum's (Walton's) （円筒管）、Clarke（円錐管）などがある。また、中～高価格帯（数千円～数万円）に総金属製、ポリ塩化ビニル製、木製のものがある。
ティン・ホイッスルは、フルートに比べて比較的始めやすく、伝統的な6つの音孔を持つアイリッシュ・フルートやルネサンス・フルートとほとんど同じ運指法であり、かつ安価で入手可能なため、アイルランド音楽の入門楽器として広く普及している。
最近では、多くの楽器製作者が数百米ドルする"高級"なハンドメイドのティン・ホイッスルを製造している。もっとも、その他の多くの楽器に比べれば安価である。これらはほとんどの場合、アイリッシュ・フルートやイリアン・パイプスを製造している、個人や小規模の職人のグループによって製作されている。

## 調律
あらかじめチューニングスライドが備えられているものもあるが、安価な笛のほとんどは調律が不可能である。しかし、フィップル（吹き口のマウスピース）と筒を固定している接着剤を何らかの方法で剥がし、フィップル部分を動かすことによって調律することが広く行われている。

## 奏法
タンギング
ティン・ホイッスルではクラシック音楽で使用される楽器ほど頻繁にはタンギングは用いられない。これは、もともとアイルランド音楽に用いられていたイリアン・パイプス（Uillean Pipes, バグパイプの一種）の奏法の模倣からティンホイッスルの奏法が発達したためである。通常はスラーで吹き続け、目立たせたい音にタンギングを入れる、という方法が多い。ただしアイルランド国内でも地域差がある。
カット
瞬間的に音を上げる。同じ高さの音を区切るほか、異なる高さの音の間に装飾音として挿入される。元々同じ高さの音をタンギングで区切ることのできないバグパイプから輸入された奏法だとされている。
タップ
瞬間的音を下げる。同じ高さの音を区切るのに用いられる。カットと同じくバグパイプ起源の奏法である。
ロール
カットとタップを組み合わせることにより同じ高さの音を3つに区切る。
スライド
指穴の上で指を滑らかにずらすことで、音を上げる場合限定のレガートにする奏法。
クラン
3つのカットを連続して素早く行う奏法。通常、基音に対する装飾として用いられる。
ヴィブラート
音を震えさせること。他の管楽器と同じように口の中、のど、腹などを使って息の圧力を変化させる方法のほか、指穴を中途半端に塞いだり開放したりを繰り返すことでわずかに音の高さを変化させる方法がある。

## レパートリー
D管一本でアイルランドの伝統的な楽曲の大半を演奏可能である。ジェームズ・ホーナーやハワード・ショアといった作曲家の映画音楽に起用されたことがきっかけで爆発的に認知が高まり（なかでも、映画「タイタニック」の挿入歌として知られるマイ・ハート・ウィル・ゴー・オンの伴奏のメロディーは有名）、近年日本でも映画「ゲド戦記」、「20世紀少年」、「ローレライ」、テレビアニメ「魔法遣いに大切なこと」、NHK大河ドラマ「龍馬伝」などに用いられている。コブクロのソチオリンピックテーマソング「今、咲き誇る花たちよ」にも用いられている。

## 記譜法
ティンホイッスルは移調楽器であり、メーカーによっては多くのキーの笛を生産していることもあるが、アイルランド音楽において最もよく使われるのはD管である。これは大半のアイルランド伝統曲がキーD（ニ長調）ないしキーG（ト長調）で演奏され、D管のティンホイッスルでこの二つのキーが演奏できるためである。したがって、記譜はニ長調またはト長調でなされるのが通例である。使用するキー・音域が限られているので、記譜も簡便にアルファベットで行う（一オクターブ目の音が大文字〈例：レならD〉、2オクターブ目が小文字〈例：レならd〉で、というような）ことが多い。
ただし、口承音楽であるアイルランド音楽において楽譜は使われないか、使ってもあくまで補助的に用いるのみである。

## 著名な奏者
- Mary Bergin (英語ページ)
- Sean Ryan (英語ページ)
- Micho Russell (英語ページ)
- Seán Potts (英語ページ)
- Paddy Moloney (英語ページ)
- Joannie Madden (英語ページ)
- Brian Finnegan (英語ページ)
- Cormac Breatnach
- Michael McGoldrick (英語ページ)
- アンドレア・コアー
- 金子鉄心
- 安井敬
- 安井マリ
- 豊田耕三
- 上野洋子
- hatao